# Van Thi Nguyen
Van Thi Nguyen (1985-1986) és una empresària social vietnamita i activista pels drets dels discapacitats.
Va néixer en un poble a 300 quilòmetres de Hanoi, amb atròfia muscular espinal, igual que el seu germà Cong Hung Nguyen. Li preocupava el seu futur, i en veure molts captaires discapacitats al Vietnam es va deprimir, va deixar d'anar a l'escola i va intentar suïcidar-se. Els dos germans van fundar el Centre Will to Live el 2003, que fa capacitació per a discapacitats. Hung va morir als 31 anys i ella va continuar dirigint el centre sola. També dirigeix Imagtor, una empresa social que ofereix solucions de fotografia, vídeo i TI, i dona feina a molts vietnamites discapacitats.
En 2019, va ser inclosa entre les 100 dones de la BBC, una llista de 100 dones inspiradores i influents. També va ser inclosa per Forbes Vietnam en una llista de dones vietnamites influents en 2019.